# Kalâa Kébira
Kalâa Kébira (arabisch القلعة الكبيرة, DMG al-Qalʿa al-Kabīra) ist eine Stadt in Tunesien. Administrativ dem Gouvernement Sousse zugeordnet, bildet sie eine Gemeinde mit 57.851 Einwohnern im Jahr 2014.

## Geschichte
Während des Römischen Reiches war es der Ort einer civitas (Stadt) der römischen Provinz Byzacena namens Gurza. Gurza war auch der Sitz eines alten Bischofssitzes der römisch-katholischen Kirche, der als Titularbistum Gurza überlebt hat.
Es war in der Herrschaft der Aghlabiden-Dynastie, als der Kern der Stadt gegründet wurde. Die heutige Gemeinde wurde am 19. Februar 1921 gegründet.

## Wirtschaft
Die Stadt ist bekannt für ihre Olivenhaine, von denen sie ihren Spitznamen "Hauptstadt der Oliven" ableitet. Die Wirtschaft von Kalâa Kebira stützt sich daher hauptsächlich auf die Landwirtschaft.
Der industrielle Sektor konzentriert sich daher auf die Lebensmittelverarbeitung (Olivenöl). Auch ein Industriepark wird entwickelt.